# Claudia Petean Bove
Claudia Petean Bove (1961) es una botánica, curadora y profesora brasileña, es especialista en la florística de ecosistemas de agua dulce.
Desarrolla actividades académicas e investigativas como Bolsista de Productividad del CNPq - Nivel 2, y profesora asociada de la Universidad Federal de Río de Janeiro, UFRJ- Campus- Macae Prof. Aluisio Teixeira, ubicada en el Centro de Investigación en Ecología y Desarrollo Socioambiental Macaé (NUPEM / UFRJ), y además es investigadora en el Museo Nacional de Brasil, desde 2006.
En 1983, obtuvo el diploma de Ciencias Biológicas, por la Universidad Federal de Río de Janeiro, RJ; para obtener la maestría en Biología Vegetal por la Universidad Federal de Río de Janeiro, defendió la tesis Morfología polínica de Bignoniaceae da Flora de Santa Catarina, en 1990; y, el doctorado por la Universidad de São Paulo, en 1996, defendiendo la tesis: Palinotaxonomia e Filogenia da Família Humiriaceae Juss.,.
En 2012, fue pesquisadora visitante en Kew Gardens.

## Algunas publicaciones
- v.h.r. Abreu, claudia p. Bove, c.t. Philbrick, c.b.f. Mendonça, v.l. Gonçalves-Esteves. 2012. Pollen morphology of the aquatic Brazilian endemic genus Castelnavia Tul. & Wedd. (Podostemaceae). Plant Systematics & Evol. 275, pp. 1-10
- r. Mendonça, s. Kosten, g. Lacerot, n. Mazzeo, f. Roland, j.p. Ometto, e.a. Paz, c.p. Bove, n.c. Bueno. 2012. Bimodality in stable isotope composition facilitates the tracing of carbon transfer from macrophytes to higher trophic levels. Hydrobiologia 699: 1-18
- n.p. Tippery, c.t. Philbrick, claudia p. Bove, d.h. Les. 2011. Systematics and phylogeny of neotropical riverweeds (Podostemaceae: Podostemoideae). Systematic Botany 36: 105-118
- claudia p. Bove, c.t. Philbrick, w.j.e.m. Costa. 2011. Taxonomy, distribution and emended description of the neotropical genus Lophogyne (Podostemaceae). Brittonia 63: 156-160
- b. Ruhfel, v. Bittrich, claudia p. Bove, m.h.g. Gustafsson, c.t. Philbrick, r. Rutishauer, z. Xi, c.c. Davis. 2011. Phylogeny of the clusioid clade (Malpighiales): evidence from the plastid and mitochondrial genomes. Am. J. of Botany 98: 306-325
- a.d.r. Oliveira, claudia p. Bove. 2011. Two new species of Eriocaulon from the Tocantins-Araguaia River basin, Brazil. Systematic Bot. 36: 605 - 609
- p.c.b. Souza, claudia p. Bove. 2011. A new species of Utricularia (Lentibulariaceae) from Chapada dos Veadeiros (Central Brazil). Systematic Bot. 36: 465-469

### Libros
- p.c.b. Souza, claudia p. Bove. 2012. Flora dos Estados de Goiás e Tocantins. Coleção Rizzo vol. 42: Lentibulariaceae. 1.ª ed. Goiânia: Univ. Federal de Goiás, vol. 1. 136 pp.
- a.d.r. Oliveira, claudia p. Bove. 2011. Brincando e Aprendendo nas Lagoas Caderno de Atividades. 1.ª ed. Río de Janeiro: Museu Nacional, vol. 1. 55 pp.
- claudia p. Bove, j. Paz. 2009. Guia de Campo das Plantas Aquáticas do Parque Nacional da Restinga de Jurubatiba. 1.ª ed. Río de Janeiro: Ed. do Museu Nacional, vol. 1. 176 pp.
- claudia p. Bove. 2009. Iconografia Comentada de Plantas Aquáticas do Parque Nacional da Restinga de Jurubatiba. 1.ª ed. Río de Janeiro: Museu Nacional, vol. 1. 32 pp. 32 láminas

### Revisiones de ediciones
- 2001, Periódico: Acta Botanica Brasilica
- 2002 - actual, Periódico: Arquivos do Museu Nacional
- 2002, Periódico: Leandra (UFRJ)
- 2003, Periódico: Albertoa (Río de Janeiro)
- 2004, Periódico: Flora fanerogâmica do estado de São Paulo
- 2004, Periódico: Rodriguesia
- 2005, Periódico: Bradea (Río de Janeiro)
- 2007, Periódico: Brittonia (Bronx)
- 2007, Periódico: Iheringia. Série Botânica
- 2008, Periódico: Boletín de la Sociedad Argentina de Botánica
- 2010, Periódico: Acta Amazónica
- 2010, Periódico: Boletim de Botânica da USP
- 2010, Periódico: Hoehnea (São Paulo)
- 2012, Periódico: Nordic J. of Botany
- 2013 - actual, Periódico: Acta Amazónica
- 2013 - actual, Periódico: Sitientibus. Série Ciências Biológicas
- 2013 - actual, Periódico: Acta Amazónica
- 2013, Periódico: Rodriguesia

## Membresías
- de la Sociedad Botánica del Brasil[5]
- Plantas do Nordeste[6]